# Erinnyis pallescens
Erinnyis pallescens är en fjärilsart som beskrevs av Clark 1936. Erinnyis pallescens ingår i släktet Erinnyis och familjen svärmare. Inga underarter finns listade i Catalogue of Life.